# Sea-Based X-Band Radar
Sea-based X-band Radar (forkortet SBX) er en flydende og mobil radarstation, der i et vist omfang kan sejle ved egen kraft og er en del af USA's forsvarsministeriums nationale missilforsvarssystem. Den er designet til at kunne være operativ under meget kraftige vindforhold.
Sea-based X-band Radar kan oversættes til 'Havbaseret X-båndsradar'. Konstruktionen, der af stabilitetsmæssige årsager er delvist nedsænket, er udtænkt i Norge og bygget i Rusland. Selve radarstationen er monteret på en femte generations CS-50 dobbeltskroget olieboreplatform, og er monteret i Kiewit, Texas. Fartøjet er hjemmehørende ved Adak Island i Alaska og kan indsættes overalt i Stillehavet til at opspore interkontinentale ballistiske missiler. Det har IMO-skibsnr.: 8765412 og kaldesignalet: AAMD.

## Specifikationer
- Længde af fartøj: 116 meter
- Højde af fartøj: 85 meter (fra køl til radarkuppel)
- Dybgang: ca. 10 meter under gang. 30 meter under operation.
- Stabilitet: Afviger under 10 grader fra lodret
- Pris: $900 millioner
- Besætning: Omkring 75-85, de fleste civile.
- Radarrækkevidde: 2000 km over kimingen
- Deplacement: 58.000 ton

## Funktion
SBX-platformen er en del af USA's Ground-Based Midcourse Defense, der går ud på at opspore og nedskyde indkommende raketter og missiler i krigssituationer. Da den er havbaseret kan den placeres hvor der er størst behov for at øge forsvarsberedskabet. SBXens vigtigste opgave er at ikke kun at opspore missiler, men også at kunne skelne mellem falske missiler (lokkeduer) og efterfølgende missiler med rigtige sprænghoveder.
Skibet er udstyret med mange små kupler/radomer til forskellige kommunikationsformål og een stor central kuppel der beskytter en 1800 ton tung phased-array (retningen styres elektronisk frem for mekanisk) X-bånds-radarantenne. X-bånd betegner mikrobølge-området med frekvenser på 8-12 GHz. Frekvensområdet kaldes X-båndet, da man under 2. verdenskrig benyttede radaren som ildledelsesradar og man populært sagde "X marks the spot" (X markerer stedet). Radarfrekvensen benyttes i dag til både militære og civile radarer. Antennen er af AESA-typen, og består af 22.000 antennemoduler der hver kan sende og modtage ved to forskellige polariseringer, således at den på lang afstand kan skelne mellem forskellige indkommende mål. De små kupler er formfaste, hvorimod den store bliver holdt oppe ved hjælp af et lille overtryk, der kan varieres afhængigt af vejret.
Radarerne alene kræver en effekt på over een megawatt (MW), og til fremdrift af fartøjet kræves ved fuld udnyttelse et energiforbrug på ca. 12 MW og det kan så skyde en topfart på 8 knob. Derfor er SBXen udstyret med seks 12-cylindrede Caterpillar dieselmotorer på hver 3,6-megawatt. Fordelt med tre i styrbords og tre i bagbords side.

## Operativ historie
Sea-based X-band Radar blev søsat i 2006 og har tilbragt en stor del af sine første år på værft i Pearl Harbor, Hawaii, med vedligeholdelse og reparation.
SBXen dumpede ved et simuleret angreb den 31. januar 2010, betegnet FTG-06. Testen var en simulering af et nordkoreansk eller iransk missilangreb. To faktorer var årsag. Dels at nogle algoritmer i radarsoftwaren, der skulle filtrere irrelevant information fra, ikke var slået til, og dels en mekanisk fejl på motoren i det antiballistiske missils Exoatmospheric Kill Vehicle.
Ved den efterfølgende test (FTG-06a) den 15. december 2010, fungerede SBXen som den skulle, men heller ikke her lykkedes det at nedskyde missilet.
I 2012 var SBXen af to omgange udstationeret tæt ved Nordkorea, under deres planlagte Unha-3-missilopsendelse.
I starten af april 2013 vendte SBXen endnu engang tilbage til Nordkorea, denne gang som svar på den skærpede krigsretorik fra Nordkorea.